# Hugo Rolland
Hugo Rolland, nato Erasmo Abate (Formia, 15 febbraio 1895 – Chapel Hill, 16 agosto 1977), è stato un politico e antifascista italiano naturalizzato statunitense anarchico.

## Biografia
Nasce nel 1895 a Formia col nome di Erasmo Abate. Emigrato con la famiglia nello Stato di New York nel 1912, inizia il suo percorso nel movimento anarchico diventando un attivo militante politico e sindacale. Nel 1920 si distingue in occasione del grande sciopero degli scaricatori di porto di New York del 1920, motivo per il quale nel gennaio 1922 viene espulso.
Al suo rimpatrio si stabilisce a Roma dove riprende contatti con Errico Malatesta e aderisce all'Unione Anarchici Italiani. È tra i maggiori sostenitori della campagna a favore di Sacco e Vanzetti; nel 1922 viene arrestato a Roma e processato per detenzione di bombe e attentato all'ordine pubblico. Ad Ancona è tra gli animatori degli Arditi del Popolo; arrestato e costretto all'esilio a Parigi (1923-1925), vi risiede sotto il falso nome "Carlo Bruni" ed è attivo per le "legioni garibaldine della libertà" costituite in Francia per iniziativa di Ricciotti Garibaldi.
Perseguitato dalla polizia, nel 1925 ritorna attraverso il Canada negli Stati Uniti, risiedendo a Chicago, Filadelfia, Detroit e New York e lavorando come pittore in una fabbrica di automobili e come contadino. Negli USA cura l'edizione del giornale anarchico Germinal e partecipa all'attività del Comitato Pro Vittime Politiche. Nel Casellario politico centrale risulta ricercato come terrorista ed è segnalato, nel 1936, come combattente antifranchista in Spagna.
Torna in Italia nel 1960 dove seguita a scrivere per il giornale di Boston Controcorrente e per quello di Chicago La Parola del Popolo. Molto polemico nei confronti del movimento anarchico italiano, si dedica alla ricerca storica. Scrive la biografia del suo amico Alberto Meschi, sindacalista anarchico. Muore il 16 agosto 1977 a Chapel Hill (Carolina del Nord).

## Archivio
Il fondo Hugo Rolland, conservato presso l'Istituto storico della Resistenza in Toscana, a Firenze, contiene documentazione dal 1913 al 1976. Il fondo è stato donato all'Istituto dal titolare nella seconda metà degli anni Settanta.